# Saga (Saga)
Saga (jap. 佐賀市 Saga-shi, deutsch ‚[kreisfreie] Stadt Saga‘, englisch Saga City/City of Saga) ist Präfekturhauptstadt und größte kreisfreie Stadt (-shi) der gleichnamigen Präfektur (-ken) Saga auf der Insel Kyūshū und vorgelagerten Inseln in Japan.

## Geographie
Saga liegt auf der südlichen Hauptinsel Kyushu, südwestlich der Hafenstadt Fukuoka.

## Geschichte
Die Ebene um Saga ist seit alters her besiedelt. Ende des 16. Jahrhunderts entstand hier als Sitz des Landesherrn von Saga aus der Familie Nabeshima die Burg Saga, um die sich eine Burgstadt entwickelte. Die moderne Stadt wurde am 1. April 1889 als Saga-shi vom Kreis (-gun) Saga getrennt und ist durch sukzessive Eingemeindung angrenzender Dörfer auf die heutige Ausdehnung angewachsen, die ehemalige Teile der antiken Kreise Ogi und Kanzaki einschließt und damit auch im Norden bis an die Präfekturgrenze zu Fukuoka im Tsukushi-Gebirge reicht. Im Zuge der großen Heisei-Gebietsreform des frühen 21. Jahrhunderts, als sich das Stadtgebiet in mehreren Fusionen mehr als vervierfachte, hat die Stadt Saga 2007 den Kreis Saga endgültig vollständig absorbiert.

## Kultur und Tourismus
Innerhalb der Stadt befindet sich am Ufer des Hayatsune, einem Nebenfluss des Chikugo, das Mietsu-Marinedock (三重津海軍所 Mietsu kaigunsho), das Teil der 2015 ausgewiesenen japanischen Welterbestätte Stätten der industriellen Revolution in der Meiji-Zeit ist. Die Schiffsreparatur- und Schiffsbauwerft war eine der ersten im westlichen Stil und von 1858 bis 1871 aktiv. Neben Überresten des Trockendocks kann das Sano Tsunetami Memorial Museum besichtigt werden.
Weitere Sehenswürdigkeiten:
- Ruinen der Burg Saga (佐賀城)
- Bekannt ist Saga auch für Heißluftballons. Jährlich findet dort die Saga International Balloon Fiesta statt. 2005 haben rund 15 Millionen Menschen dieses internationale Fest besucht, an dem Ballonfahrer aus aller Welt teilnehmen.
- Präfekturmuseum Saga

## Bildung
In Sage befindet sich der Hauptcampus der staatlichen Universität Saga.

## Verkehr
- Straße:
  - Nagasaki-Autobahn
  - Nationalstraße 34, 35, 207, 208, 263, 264, 323, 385, 444
- Zug
  - JR Nagasaki-Hauptlinie
  - JR Karatsu-Linie
- Der Flughafen Saga liegt etwa 15 Kilometer südlich der Stadt.

## Angrenzende Städte und Gemeinden
| - Präfektur Saga - Ogi (Saga) - Karatsu - Taku - Kanzaki | - Präfektur Fukuoka - Fukuoka - Itoshima - Ōkawa - Yanagawa |

## Städtepartnerschaften
- Glens Falls (New York), seit 1988
- Limeira, seit 1981
- Lianyungang, seit 1998
- Seogwipo, seit 1994
- Warren County (New York), seit 1988

## Persönlichkeiten

### Söhne und Töchter der Stadt
- Nabeshima Naomasa (1815–1871), Daimyō und Reformer
- Sano Tsunetami (1822–1902), Politiker, Gründer der Japanischen Rotkreuz-Gesellschaft
- Ōki Takatō (1832–1899), Politiker
- Sagara Chian (1836–1906), Arzt, Bürokrat und ReformerArzt, Politiker
- Ōkuma Shigenobu (1838–1922), Politiker und zweimaliger Premierminister Japans
- Kume Keiichirō (1866–1934), japanischer Maler des Yōga-Stils
- Mutō Nobuyoshi (1868–1933), Feldmarschall der Kaiserlich Japanischen Armee
- Okada Saburōsuke (1869–1939), Maler des Yōga-Stils
- Tatsumi Kumashiro (1927–1995), Filmregisseur
- Haraguchi Kazuhiro (* 1959), Politiker
- Kanta Tsuneyama (* 1996), Badmintonspieler

### Weitere Persönlichkeiten
- Etō Shimpei (1834–1874), Samurai und Politiker, in Saga gestorben